# RILA
 (juin 2025).
Motif : Si elle est active depuis 2024, elle ne peut bénéficier d'une notoriété démontrée d'au moins 2 ans. A revoir dans 6 mois
- Archive Wikiwix
- Bing
- Cairn
- DuckDuckGo
- E. Universalis
- Gallica
- Google
- G. Books
- G. News
- G. Scholar
- Persée
- Qwant
- (zh) Baidu
- (ru) Yandex
- (wd) trouver des œuvres sur Wikidata

| 1. | Préciser le motif de la pose du bandeau. | Précisez le motif de la pose du bandeau en utilisant la syntaxe suivante : {{admissibilité à vérifier\|date=août 2025\|motif=remplacez ce texte par le motif}}            |
| 2. | Informer les utilisateurs concernés.     | Pensez à avertir le créateur de l'article, par exemple, en insérant le code ci-dessous sur sa page de discussion : {{subst:avertissement admissibilité à vérifier\|RILA}} |

RILA, de son vrai nom Hristiyana Stoyanova Hristova, née à Sliven en Bulgarie, est une chanteuse, autrice-compositrice bulgaro-française. 

## Biographie
Originaire de la ville de Sliven, au cœur des montagnes bulgares, Hristiyana Stoyanova Hristova découvre la musique dès son plus jeune âge. À 8 ans, elle chante des morceaux de Mariah Carey. Pendant ses études au lycée français de Sliven, une camarade l’encourage à auditionner pour des cours de chant. Elle commence à se produire dans des concours régionaux et nationaux dès l’adolescence.
À 16 ans, elle signe son premier contrat avec un label bulgare. En désaccord avec les orientations artistiques du label, elle part s’installer en France à l’âge de 18 ans, poursuivant des études en management à l’université de Strasbourg, puis un master à l’université Paris-Panthéon-Assas.
C’est à Paris qu’elle rencontre le producteur de musique Exaho, avec qui elle lance un premier projet musical dont le nom reste volontairement anonyme aujourd’hui, l’artiste souhaitant désormais concentrer son image publique autour de son projet actuel, RILA.
En 2024, elle lance ce nouveau projet solo, marqué par une esthétique plus personnelle, mêlant pop alternative et influences cinématographiques. Elle compose elle-même ses chansons, puis collabore avec l’arrangeur Davy Veyssiere pour donner forme à son univers musical.

## Style artistique
La musique de RILA explore des thématiques spirituelles, introspectives et émotionnelles. Elle s’inspire d’artistes comme Adele, Lana Del Rey ou Agnes Obel. Son style se caractérise par des ambiances mélancoliques et une dimension cinématographique .
Sa marque de reconnaissance scénique est un masque de fleurs recouvrant ses yeux, devenu l’un des éléments iconiques de son image artistique. Ce masque symbolise, selon elle, le retour aux racines et à l’essentiel, et traduit sa volonté d’exprimer ses valeurs profondes — notamment l’authenticité, la connexion à la nature et la beauté intérieure.

## Discographie

### Singles
- Life Soldiers (septembre 2024)[3]
- My Destiny (octobre 2024)[4]
- Winter Gold (décembre 2024)[5]
- Dalalila (janvier 2025)[6]
- Get You Happiness (mars 2025)[7]

## Vie privée
Elle réside actuellement en France.

## Réception
Le projet musical de RILA a été bien accueilli par les médias spécialisés et régionaux, tant en France qu’en Bulgarie.
En France, le média culturel Direct Actu donne son avis sur son premier single Life Soldiers  « Le clip est magnifique, surtout les séquences en noir et blanc ! Musicalement, la chanson appartient celles qu’on écoute de manière attentive. On ne la met jamais en fond, mais dans une idée d’écoute et non entendre ». Dans un entretien vidéo pour La Boîte à m’Alice sur Moselle TV, RILA revient sur son parcours artistique et la création musicale.
Elle attire également l’attention des médias régionaux lorrains à l’annonce de sa participation aux Francofolies de Bulgarie 2025. Des journaux comme Vosges Matin, L’Est Républicain et Le Républicain Lorrain mettent en lumière sa résidence à Metz, tout en soulignant ses origines bulgares et son parcours artistique entre les deux cultures,.
RILA donne sa première prestation live le 21 juin 2025 à l’occasion du festival des Francofolies à Plovdiv, en Bulgarie. Sa participation a été remarquée par plusieurs médias bulgares, dont Sliven News qui souligne qu’« une fille de Sliven partage la scène avec ZAZ, Lili Ivanova et Krisko ».Sa performance est chaleureusement saluée par le public, confirmant la force émotionnelle de son projet artistique.
Cette première scène marque un tournant dans sa carrière. Le site d’actualités bulgare Marica.bg a qualifié RILA de « miracle bulgare », soulignant son impact singulier sur la scène musicale franco-bulgare et son énergie unique lors du festival des Francofolies.
En Bulgarie, le média Sliven Media met en avant ses origines dans un article intitulé « Une fille de Sliven participe aux Francofolies 2025 ». Selon le site culturel bulgare Artportal, RILA est apparue « rayonnante, vêtue d’une élégante robe parée de fleurs — une image qui a conquis le cœur du public dès le premier instant »  .
Ces retours médiatiques témoignent de l’accueil favorable réservé à ses débuts et de sa place grandissante dans la scène musicale franco-bulgare.